# Armigeres dolichocephalus
Armigeres dolichocephalus är en tvåvingeart som först beskrevs av George Frederick Leicester 1908.  Armigeres dolichocephalus ingår i släktet Armigeres och familjen stickmyggor. Inga underarter finns listade i Catalogue of Life.